# جايسون ويلسون (لاعب هوكي جليد)
جايسون ويلسون هو لاعب هوكي جليد كندي، ولد في 15 أبريل 1990 في ريتشموند هيل في كندا.

## وصلات خارجية
- جايسون ويلسون على موقع دوري الهوكي الوطني (الإنجليزية)
- جايسون ويلسون على موقع EliteProspects.com (الإنجليزية)
- جايسون ويلسون على موقع HockeyDB.com (الإنجليزية)